# Luca Bucci
Pour les articles homonymes, voir Bucci.
Luca Bucci (né le 13 mars 1969 à Bologne) est un footballeur international italien professionnel de 1985 à 2009. Il est gardien de but.

## Biographie
Luca Bucci obtient trois sélections en équipe d'Italie au milieu des années 1990. En club, il est titulaire au Parme FC. En novembre 1995,  Bucci se blesse à une clavicule ce qui l'empêche d'être présent plusieurs semaines, il est remplacé pour un match par Alessandro Nista puis pour le reste de son absence par un jeune espoir du club, Gianluigi Buffon. Il reprend sa place une fois rétabli et la garde toute la saison. En 1996-1997, il commence par être titulaire mais voit son poste confié à Buffon par l'entraîneur Carlo Ancelotti au bout de huit matchs de championnat, ce que Bucci a du mal à accepter. En 1997, Bucci est prêté à Perugia pour terminer la saison en ayant du temps de jeu.

## Clubs
- 1985-1987 : Parme AC  Italie
- 1987 : Pro Patria  Italie
- 1987-1988 : Rimini Calcio  Italie
- 1988-1990 : Parme AC  Italie
- 1990-1992 : US Casertana  Italie
- 1992-1993 : AC Reggiana  Italie
- 1993-1997 : Parme AC  Italie
- 1997 : AC Pérouse  Italie
- 1997-1998 : Parme AC  Italie
- 1998-2003 : Torino Calcio  Italie
- 2003-2004 : Empoli FC  Italie
- 2004- fév 2009 : Parme FC  Italie
- 2009 : SSC Naples[2]  Italie

## Palmarès
- 3 sélections et 0 but avec l'équipe d'Italie entre 1994 et 1995.
- Finaliste de la Coupe d'Europe des vainqueurs de coupe 1994.
- Vainqueur de la Coupe UEFA 1995.
- Vainqueur du Championnat d'Italie D2 en 1993 et 2001.
- Vainqueur du Championnat d'Italie D3 en 1991 (groupe B).